# Tasha Reign
Tasha Reign   (Laguna Beach, 15 de gener de 1989) de nom real Rachel Swimmer, és una actriu pornogràfica, model eròtica, productora, i columnista de sexe americana coneguda per les seves aparicions a les revistes Playboy i Penthouse.

## Primers anys
Nascuda a Laguna Platja (Califòrnia), Reign va créixer prop de la platja del Comtat d'Orange, al sud de Los Angeles. A l'institut, va participar en el programa de Models de Nacions Unides i va aparèixer a la tercera temporada del programa de telerealitat de la MTV Laguna Beach: The Real Orange County.
Tasha Reign es matriculà a la Universitat de Santa Monica l'any 2010 traslladant-se després a la Universitat de Califòrnia a Los Angeles. A la UCLA es graduà en estudis de gènere l'any 2014. El lector de la universitat Jen Moorman digué que Reign era una persona "pensativa i inquisitiva com a estudiant i que portava una perspectiva única a l'aula".

## Carrera professional
Treballant a Hooters (una cadena de restaurants americana famosa per exposar les cambreres amb uniformes sinuosos i explotar l'atractiu sexual femení), va començar la seva carrera com a stripper professional el 2008, ballant a un club anomenat Silver Reign, del qual va prendre el seu pseudònim.

### Model
Mentre estava matriculada a la UCLA, Reign va ser seleccionada per la revista Playboy pel seu reportatge fotogràfic del 2010 "Girls of the Pac-10", així com per la revista "Cyber Girl of the Week". Va aparèixer també com a model de les pàgines centrals del mes d'abril de 2011 a la revista Penthouse i el mes següent a Penthouse com a Pet of the Month. El febrer de 2013 va aparèixer a la portada d'OC Weekly, així com a les portades de les revistes Club, Xtreme i Hot Vidéo.

### Indústria d'adult
Reign va filmar la seva primera pel·lícula d'adults el 2010 a l'edat de 21, una escena de noia i noia per l'empresa de producció Lethal Hardcore. Els seus punts destacats de la seva carrera en la indústria d'adults, inclogueren filmacions de superherois pornogràfics al Japó, protagonitzant escenes per New Sensations a la pel·lícula Anchorman: A XXX Parody, i apareixent en les portades de moltes publicacions adultes, incloent-hi Kittens & Cougars 5 i Knockers Out de Zero Tolerance, així com Zorro XXX: A Pleasure Dynasty Parody de Pleasure Dynasty.
Als Premis XBIZ del 2012, Tasha Reign optà per a la posició de "Trophy Girl", juntament amb l'estrella adulta Bibi Jones. També el 2012, Reign va presentar el seu lloc oficial TashaReign.com, i va aparèixer a la portada de la revista comercial francesa Hot Video juntament amb una entrevista sobre la indústria per adults i una foto seva, i va ser la seva corresponsal a la catifa vermella realitzant entrevistes a la 28a edició dels premis XRCO.
Per tal de crear "contingut divertit i positiu per al sexe per a adults", Reign va llançar el seu propi estudi de producció per a adults a la tardor del 2012 - Reign Productions, per al qual també escriu i dirigeix la major part del seu material. El primer DVD de l'estudi, Tasha Reign Is Sexy, es va llançar el Halloween de 2012. El juliol de 2013, l'estudi va signar un acord de distribució amb Girlfriends Films.

### Redactora
El març de 2012, la revista i el lloc web Rock Confidential d'indie rock van incorporar Reign com a revisora setmanal de música, anomenada "La crítica musical més calenta del món". Reign va anunciar la incorporació mentre era convidada al programa de ràdio del músic Dave Navarro, Dark Matter, citant els seus antecedents en cursos de valoració musical a la UCLA.
L'abril de 2013, el diari alternatiu OC Weekly va anunciar Reign com la seva més recent columnista setmanal, que va publicar la columna "Tasha Tells All...". El primer article era un comentari sobre la Measure B del comtat de Los Angeles, també coneguda com a County of Los Angeles Safer Sex In the Adult Film Industry Act, consistent en una llei que exigia l’ús de preservatius en totes les escenes de sexe vaginal i anal en produccions de pornografia filmades al comtat de Los Angeles, Califòrnia.
El febrer de 2014 es va convertir en columnista a Internet per The Huffington Post.

### Conflictes legals
El febrer de 2014, enmig de la controvèrsia creada per la revelació que una estudiant de la Universitat de Duke també era actriu de cinema per a adults i que utilitzava els seus ingressos per pagar la seva matrícula, Reign va demanar contactar-hi a través del seu blog a The Huffington Post per oferir-li suport a l'estudiant assetjada. Ella va dir en el seu missatge: "En un món ideal, podríeu indicar obertament i sense por el vostre nom artístic, o fins i tot el vostre nom de naixement; així i tot, sembla que no teniu la sort d'anar a una escola que celebri la vostra diversitat i sexualitat... Vull disculpar-me per tots els comentaris ignorants i terribles que t'han fet arribar els vostres companys d’escola a Duke... Els teus companys t'han degradat, t'han denegat, t'han jutjat i t'han fet sentir poc desitjada en una institució en la qual busqueu una educació superior". Els comentaris de Reign van respondre a una entrevista amb l'estudiant (més tard identificada com a actriu Belle Knox) al diari de la Universitat Duke i a una publicació al lloc web XOJane.com.
Reign està en contra de la distribució sense llicència de vídeos i, de vegades, busca personalment a Internet clips o pel·lícules publicades il·legalment que incloguin el seu treball. Va aparèixer en una transmissió d'abril del 2014 de l'ABC News Nightline sobre la infracció dels drets d'autor a la indústria adulta.
A la fi del 2016, participà activament en la defensa de l'oposició a l'aprovació de la "Proposició 60" de Califòrnia, que introduiria una llei segons la qual els artistes sexuals sempre haurien d'utilitzar preservatius a les escenes sexuals.

## Aparicions
El documental Twilight of the Porn Stars per a la BBC del cineasta britànic Louis Theroux presenta a Reign, que va dir al diari britànic Sunday Sport que el documental presenta injustament una imatge negativa d’una indústria que estima molt.
Reign ha sigut una amfitriona habitual de l'emissora de ràdio no comercial KXRN-LP a Laguna Beach.
El desembre de 2013, va aparèixer al film independent de terrot Blood Redemption interpretant el personatge de escort o noia de companyia del senador.
El febrer de 2014, Reign va parlar en un plafó amb l'actriu i amiga seva Jessica Drake durant la Sex Week de la Universitat de Chicago on van presentar-se amb el títol From Porn to Sex Ed.
Novament al febrer, Reign i Jessica Drake van parlar en un panell titulat Porn, Prostitution, and Censorship: The Politics of Empowerment al Moore Hall de la Universitat de Califòrnia a Los Angeles (UCLA). El panell anual estava patrocinat per la Social Awareness Network for Activism through Art o Xarxa de Sensibilització Social per a l'Activisme a través de l'Art (SANAA) en honor de l'organització del V-Day d'Eve Ensler. Reign i Drake es van unir a la candidatura de doctorat en Estudis de Cinema i Mitjans de Comunicació a la UCLA i professores a l'Otis College of Art and Design Jennifer Moorman i professores distingides de la UCLA Dr. Christopher Mott, que dirigeix un seminari titulat "Pornography and the Politics of Sexual Representation". Durant el panell, Reign va dir sobre la indústria i el seu tracte a les dones: "Com a intèrpret, mai no m'he sentit objectivada; m'he sentit empoderada i sempre m'he mirat com una persona completa i la sexualitat és només una de les meves característiques. El que la gent tendeix a oblidar és que les dones que realitzen interpretacions (en el cinema adult) són les que assoleixen més sou, de manera que és a la inversa del que passa a Hollywood... Com que els cossos de les dones s’objectiven, guanyen molts més diners que els homes".
El setembre de 2019 Reign va aparèixer al primer episodi de la sisena temporada de This is Life with Lisa Ling a la CNN titulat Porn Ed.

## Vida personal
Durant unes vacances del maig del 2012 a Mònaco amb la seva companya i actriu pornogràfica Brooklyn Lee, Reign es va trobar amb l'expresident dels Estats Units Bill Clinton. La foto de les dues actrius de pornografia i Clinton es va tornar ràpidament viral a Internet. Després d'una atenció massiva als mitjans de comunicació, Reign va explicar que la foto amb Clinton era d'ella com una fan d'ell i no al revés.

## Premis i nominacions
| Any  | Premi            | Categoria                    | Resultat   |
| ---- | ---------------- | ---------------------------- | ---------- |
| 2010 | Playboy          | Cyber Girl of the week       | Guanyadora |
| 2011 | Penthouse        | Pet of the Month             | Guanyadora |
| 2012 | NightMoves Award | Best Social Media Star       | Nominada   |
| 2012 | NightMoves Award | Best Overall Body            | Nominada   |
| 2012 | XBIZ Award       | New Starlet of the Year      | Nominada   |
| 2013 | AVN Award        | Crossover Star of the Year   | Nominada   |
| 2013 | XBIZ Award       | Female Performer of the Year | Nominada   |